# Parachute (Game & Watch)
Pour les articles homonymes, voir Parachute (homonymie).
 (juillet 2024).
Si vous disposez d'ouvrages ou d'articles de référence ou si vous connaissez des sites web de qualité traitant du thème abordé ici, merci de compléter l'article en donnant les références utiles à sa vérifiabilité et en les liant à la section « Notes et références ».
Parachute est un jeu électronique à cristaux liquides Game & Watch. Il est sorti le 19 juin 1981 en version Wide Screen.

## Système de jeu
Le joueur contrôle un rameur dans une barque, grâce aux 2 boutons (gauche et droite) il est possible de déplacer le rameur sur 3 positions. Un hélicoptère placé en haut à droite de l'écran largue régulièrement des parachutistes. Le joueur doit rattraper le parachutiste avant qu'il ne tombe à la mer et se fasse dévorer par les requins. Chaque parachutiste qui va à la mer donne au joueur un malus matérialisé par une tête de requin à droite de l'écran. Au bout de 3 malus, la partie est terminée. Si le joueur atteint 200 points puis 500 points (1 point par parachutiste récupéré), les malus sont supprimés et une petite musique retenti.
Il existe 2 type de jeu, type A et type B. La seule différence du jeu en type B est que les parachutistes peuvent ou non rester accrochés à un palmier et se décrocher de façon aléatoire ce qui augmente la difficulté du jeu.

## Autre fonction
Il est possible de régler une alarme dans le jeu. A l'heure programmée, un singe secouant une cloche apparait à gauche de l'écran accompagné d'une sonnerie.